# 十五間 (香港)

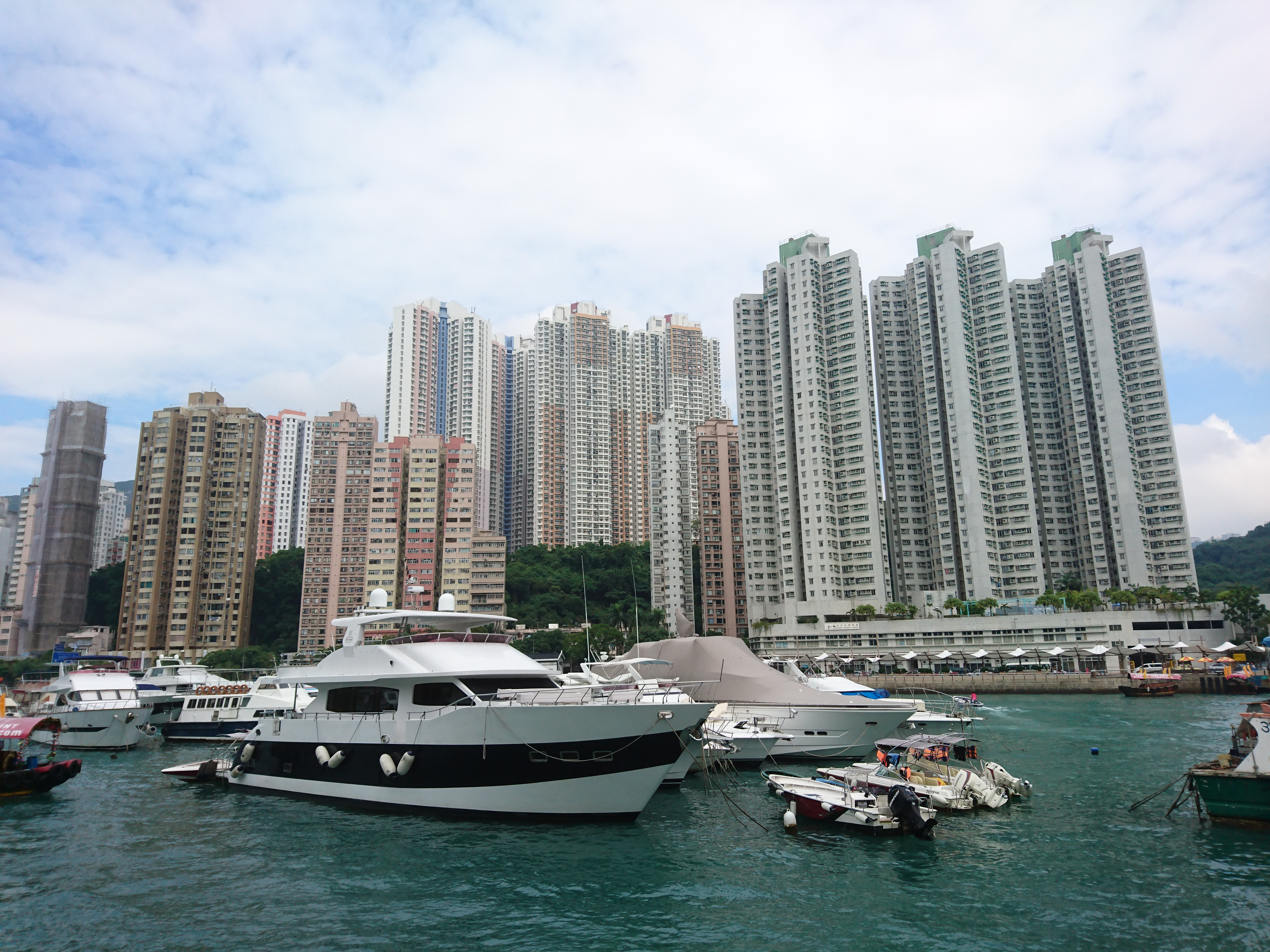
香港仔十五間（2010年代）

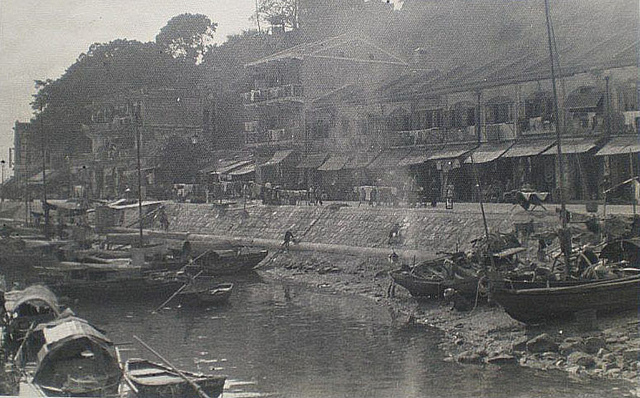
香港仔十五間（1950年代）

十五間是香港一個近乎消失的地名，位於香港島南部香港仔之東部，在香港仔舊大街與涌尾之間，亦即是香港仔大道與香港仔海旁道並排一段的沿線地帶。「十五間」的名源自該處昔日有十五間石屋而得名。香港仔著名食肆山窿謝記魚蛋，昔日便開設於十五間內的一條後巷，就像處於山窿（即山洞）內，因而得名。

## 主要大廈
- 景惠花園
- 建輝大廈
- 偉景大廈
- 海光閣
- 業漁大樓
- 雙喜大廈
- 海暉大廈
- 嘉寧大廈
- 銀豐大廈
- 達和大廈

- 攝影樓(己結業)

## 類似地名
- 卅間：位於中上環
- 八間：位於赤柱